# Hildur Guðnadóttir
Hildur Ingveldar Guðnadóttir (Reykjavík, 1982. szeptember 4. – )  Oscar-, Primetime Emmy-, Golden Globe-, BAFTA- és kétszeres Grammy-díjas izlandi zeneszerző. Klasszikusan képzett csellista. Játszott a Pan Sonic, a Throbbing Gristle, a múm és a Stórsveit Nix Noltes együtteseiben, de turnézott az Animal Collective és a Sunn O))) zenekarokkal is. Ő szerezte a Csernobil című televíziós minisorozat és a 2019-ben bemutatott Joker című film zenéjét is.

## Pályafutása
A reykjavíki Zeneakadémián tanult, majd ezt követően költözött Berlinbe, édesanyja operaénekes, édesapja klarinétművész, zeneszerző és karmester. Keresztnevének jelentése Háború, Isten leánya. 2006-ban szólóalbumot adott ki Lost In Hildurness néven, Mount A (album) címmel. Az albumon hallható dalok Izland északi részén, Hólarban és New Yorkban lettek felvéve. 2009-ben kiadta második szólólemezét, a Without Sinkinget, amelyet az Egyesült Királyságban működő kiadónál, a Touch Musicnál jelentetett meg.
A csellón valló játék mellett énekel és kóruszenét is szervez. Zeneszerzőként jegyzi az Izlandi Nemzeti Színházban bemutatott darabhoz írt partitúrát, ami a "Sumardagur" ("Nyári nap") címet viseli. Több filmben és televíziós sorozatban közreműködött, így zenéi hallhatóak az Emberrablásban, a Mária Magdolnában és a Sicario 2. – A zsoldosban is. 2019-ben a Csernobil című televíziós minisorozat filmzenéjének megkomponálását Emmy-díjjal ismerték el, a Todd Phillis által rendezett Joker című film zenéért pedig a 76. Velencei Nemzetközi Filmfesztiválon vehetett át díjat. Pályája során többször dolgozott együtt Jóhann Jóhannssonnal. Todd Phillips alkotásának filmzenéjéért 2020-ban elnyerte a Golden Globe-, a BAFTA- és az Oscar-díjat is. Ő lett az első izlandi Oscar-díjas és a Brit Filmakadémia díját is első olyan nőként vehette át kategóriájában, aki a győztes filmbetétdalt egyedül komponálta.

## Diszkográfia

### Saját szerzemény
- Mount A (mint Lost in Hildurness) (2006. január 12.)
- Without Sinking (Touch 2009), vinyl-verzióval, extra dalokkal 2011-ben újra kiadva
- Mount A (mint Hildur Guðnadóttir) (Touch 2010)
- Leyfðu Ljósinu (Touch, 2012),
- Saman (Touch, 2014), vinyl-verzióval

### Közreműködések
- Rúnk – Ghengi Dahls (Flottur kúltúr og gott músik) 2001
- Mr. Schmucks Farm – Good Sound (Oral 2005)
- Stórsveit Nix Noltes – Orkídeur Hawai (12 Tónar/Bubblecore 2005)
- Angel and Hildur Guðnadóttir – In Transmediale (Oral 2006)
- Hildur Guðnadóttir with Jóhann Jóhannsson – Tu Non Mi Perderai Mai (Touch 2006)
- Nico Muhly – Speaks volumes (Bedroom Community 2006)
- Valgeir Sigurðsson – Equilibrium Is Restored (Bedroom Community 2007)
- Ben Frost – Theory of Machines (Bedroom Community 2006)
- Skúli Sverrisson – Sería (12 Tónar 2006)
- Pan Sonic – Katodivaihe/Cathodephase (Blast First Petite 2007)
- Múm – Go Go Smear the Poison Ivy (Fat Cat 2007)
- Hildur Guðnadóttir, BJ Nilsen and Stilluppsteypa – Second Childhood (Quecksilber 2007)
- Múm – Sing Along to Songs You Don't Know (Morr Music 2009)
- The Knife – Tomorrow, In a Year (2010)
- Wildbirds & Peacedrums – Rivers (The Leaf Label 2010)
- Sōtaisei Riron + Keiichirō Shibuya – Blue (Strings Edit) feat. Hildur Guðnadóttir (Commons 2010)[10]
- Skúli Sverrisson – Sería II (Sería Music 2010)
- Hauschka – Pan Tone (Sonic Pieces 2011)
- Múm – Smilewound (Morr Music 2013)
- Craig Sutherland – Strong Island (2017)[11]
- Sunn O))) – Life Metal (2019)

### Filmzene
| Év   | Film                                              | Rendező               | Megjegyzés                               |
| ---- | ------------------------------------------------- | --------------------- | ---------------------------------------- |
| 2011 | A vérzés                                          | Philip Gelatt         | Zeneszerző                               |
| 2012 | Emberrablás                                       | Tobias Lindholm       | Zeneszerző                               |
| 2012 | Astro: An Urban Fable in a Magical Rio de Janeiro | Paula Trabulsi        | Zeneszerző                               |
| 2013 | Jîn                                               | Reha Erdem            | Zeneszerző                               |
| 2013 | Fogságban                                         | Denis Villeneuve      | Cselló szóló                             |
| 2015 | Sicario – A bérgyilkos                            | Denis Villeneuve      | Cselló szóló                             |
| 2015 | A visszatérő                                      | Alejandro G. Iñárritu | Cselló szóló                             |
| 2016 | The Oath                                          | Baltasar Kormákur     | Zeneszerző                               |
| 2016 | Érkezés                                           | Denis Villeneuve      | Cselló szóló                             |
| 2017 | Tom of Finland                                    | Dome Karukoski        | Zeneszerző, Lasse Enersennel közösen     |
| 2017 | Az utazás vége                                    | Saul Dibb             | Zeneszerző, Natalie Holttal közösen      |
| 2018 | Mária Magdolna                                    | Garth Davis           | Zeneszerző, Jóhann Jóhannssonnal közösen |
| 2018 | Sicario 2. – A zsoldos                            | Stefano Sollima       | Zeneszerző                               |
| 2019 | Joker                                             | Todd Phillips         | Zeneszerző                               |
| 2022 | Tár                                               | Todd Field            | Zeneszerző                               |
| 2022 | Women Talking                                     | Sarah Polley          | Zeneszerző                               |

### Közreműködései filmekben és televíziós sorozatokban
| Év        | Sorozat                                       | Televíziós adó                                                                   | Epizódok száma | Megjegyzés |
| --------- | --------------------------------------------- | -------------------------------------------------------------------------------- | -------------- | --- |
| 2013      | Graduates – Freedom Is Not For Free           | Hailstone                                                                        | N/A            | Zeneszerző Dokumentumfilm |
| 2014      | Så meget godt i vente                         | Danish Documentary Production                                                    | N/A            | Zeneszerző Dokumentumfilm |
| 2014      | Ming Of Harlem: Twenty One Storeys In The Air | *Big Other Films - The Wellcome Trust - Picture Palace Pictures - Michigan Films | N/A            | Zeneszerző Dokumentumfilm |
| 2015-2018 | Kelepcébe csalva                              | RÚV                                                                              | 20             | Zeneszerző, Jóhann Jóhannssonnal és Rutger Hoedemaekersszel közösen                                                          |
| 2017      | Strong Island                                 | Netflix                                                                          | N/A            | Zeneszerző Dokumentumfilm |
| 2017      | The Departure                                 | Pandora                                                                          | N/A            | Composer, additional music Dokumentumfilm                                                                                    |
| 2018      | Street Spirits                                | V71                                                                              | N/A            | Zeneszerző, Eric Papky-val közösen Dokumentumsorozat                                                                         |
| 2019      | Csernobil                                     | HBO Sky                                                                          | 5              | Zeneszerző Televíziós minisorozat Emmy-díj kiemelkedő zenei kompozícióért, a "Please Remain Calm" című dal megkomponálásáért |

## Díjak és jelölések
| Díj                                       | Év   | Kategória | Díjazott vagy jelölt film, sorozat | Eredmény | Forrás |
| ----------------------------------------- | ---- | --- | ---------------------------------- | -------- | ------ |
| Oscar-díj                                 | 2020 | Legjobb eredeti filmzene                                                                                     | Joker                              | Elnyerte | [ 12 ] |
| BAFTA-díj                                 | 2020 | Legjobb filmzene                                                                                             | Joker                              | Elnyerte | [ 13 ] |
| Critics' Choice Movie Awards              | 2020 | Legjobb filmzene                                                                                             | Joker                              | Elnyerte |        |
| Golden Globe-díj                          | 2020 | Legjobb eredeti filmzene                                                                                     | Joker                              | Elnyerte |        |
| Emmy-díj                                  | 2019 | Kiemelkedő zenei kompozíció televíziós sorozatban, filmben vagy speciális filmes effektek tartalmazó filmben | Csernobil                          | Elnyerte | [ 14 ] |
| Velencei Nemzetközi Filmfesztivál         | 2019 | Premio Soundtrack Stars Award                                                                                | Joker                              | Elnyerte | [ 14 ] |
| Ausztrál Film- és Televíziós Akadémia díj | 2018 | Legjobb eredeti filmzene                                                                                     | Mária Magdolna                     | Jelölve  | [ 14 ] |
| Asia Pacific Screen Awards                | 2018 | Legjobb eredeti filmzene                                                                                     | Mária Magdolna                     | Elnyerte | [ 14 ] |
| Pekingi Nemzetközi Filmfesztivál          | 2018 | Legjobb filmzene                                                                                             | Az utazás vége                     | Elnyerte | [ 14 ] |
| Robert-díj                                | 2013 | Legjobb filmzene                                                                                             | Emberrablás                        | Jelölve  | [ 14 ] |
| Golden Globe-díj                          | 2023 | Legjobb eredeti filmzene                                                                                     | A nők beszélnek                    | Jelölve  |        |

## További információ
- Hildur Guðnadóttir az Internet Movie Database oldalon (angolul)